# Villa Hernandarias
Villa Hernandarias es un municipio del distrito Antonio Tomás del departamento Paraná en la provincia de Entre Ríos, República Argentina. El municipio comprende la localidad del mismo nombre, un área rural y la pequeña localidad de Puerto Víboras. Se ubica a la vera oriental del río Paraná y a 90km de la capital provincial.
Hernandarias integra la Microrregión Camino Costero Río Paraná, un acuerdo regional de localidades ubicadas al noroeste de la provincia de Entre Ríos.

## Historia
El 28 de mayo de 1872 fue promulgada la ley n.° 1875, sancionada 8 días antes, por la que se mandó fundar Villa Hernandarias:

Art. 1 ° Eríjanse dos Villas, una sobre la costa del Río Uruguay, á inmediaciones del arroyo Mocoretá y otra sobre el Río Paraná, á inmediaciones de la boca del arroyo de Hernandarias, y en los parajes que presenten las mejores condiciones topográficas é higiénicas, denominándose «Villa Libertad» la primera, y «Villa Hernandarias» la segunda.
 Art. 2. Destinase un área de cuatro leguas cuadradas para la fundación de cada Villa y su respectivo Ejido...

El 13 de marzo de 1937 fue declarada municipio con junta de fomento, expresando el decreto:

Art. 1.° Declárese Municipio con derecho a tener junta de fomento a la población denominada Villa Hernandarias, sita en el distrito Antonio Tomás del departamento Paraná.
 Art. 2.° Se establecen los límites Jurisdiccionales:
 Al Nor-este: Línea que separa la colonia Hernandarias con campo sucesión de don Félix Rojas y Arroyo Hernandarias.
 Sur: Calle que parte de la chacra Nº 30 hasta dar con la número 171, luego calle que es límite sur de las chacras Nº 170 y 171, y siguiendo, otra calle que va desde la chacra número 185 hasta dar con la Nº 268, luego una calle que es límite sur de las chacras Nº 267 y 268, y de allí, otra calle que va a dar hasta el límite de la colonia Hernandarias con propiedad de Don Valerio Suárez.
 Nor-Oeste: El río Paraná.
 Sur-Oeste: Línea divisoria con propiedades de Juan y Valerio Suárez que va desde la chacra Nº 347 hasta dar con el río Paraná.

Mediante el decreto provincial n.° 2478/2007 MGJEOySP del 24 de mayo de 2007, Villa Hernandarias fue declarada ciudad y municipio de 1ª categoría. Ese decreto fue modificado mediante el decreto Nº 3638/2007 MGJEOySP del 13 de julio de 2007 para tomar el nombre de Ciudad de Villa Hernandarias en lugar del de Ciudad de Hernandarias que se le asignaba.

## Clima
Se encuentra en una zona de clima templado sin estación seca con verano caluroso (Cfa). En Villa Hernandarias, los veranos son cálidos, húmedos, mojados y mayormente despejados y los inviernos son cortos, frescos y parcialmente nublados. Durante el transcurso del año, la temperatura generalmente varía de 8 °C a 32 °C y rara vez baja a menos de 2 °C o sube a más de 36 °C. Las temperaturas son moderadas, con un promedio anual de 18°C. El mes mas frío es julio (12°C) y el más calido es enero (26°C). Las lluvias son suficientes: unos 1000 mm anuales. El mes más seco es julio (32 mm) y el más lluvioso es nero (144mm) Predomina el viento Pampero y Sudestada, y menos frecuentes son el norte, el este y el oeste

## Flora y fauna
Villa Hernadarias se encuentra en el límite ecorregional entre Islas y delta del Paraná y el Espinal (distrito del ñandubay).
En las zonas cercanas y contiguas a Villa Hernandarias, la primera se compone del cauce principal del río Paraná medio, sus brazos, islas, meandros y bancos de arena. Se caracteriza por un clima húmedo y sin mucha amplitud térmica gracias al río y su constante aporte de humedad. También, se encuentran muchas especies naturales originarias de latitudes subtropicales que llegan hasta alli gracias al corredor bioecológico que forma el Paraná. Algunas de estas especies vegetales son las palmeras pindó, el inga y el viraró, por ejemplo. Entre los animales que llegan de la mano del río Paraná a las cercanías de Villa Hernandarias se encuentran el yacaré overo, la anaconda amarilla (boa curiyú) y la pava de monte.
Mientras tanto, la ecorregión del espinal norentrerriano se compone de los montes que crecen sobre el nivel de las barrancas del Paraná, con sus numerosos arroyos, bajos y lomas que no suelen exceder los 100 m.s.n.m. En esta zona se destaca la existencia de especies arbóreas como espinillos (muy adaptables y espinosos), ñandubay (característico de esta porción de Entre Ríos), tala (con su reconocible corteza clara), algarrobo (árbol muy longevo y con grandes cantidades de tanino), chañar (que suele formar bosquecillos densos en áreas altas), quebracho blanco (emparentado con el quebracho colorado del Chaco) y sombra de toro. En las selvas ribereñas que acompañan cursos de agua menores (como el arroyo Hernandarias) se suelen encontrar el aguaribay, el guayabo y el blanquillo. También existe abundante gramíneas como la paja-brava, cebadilla, gramilla blanca, pasto cadena, pasto horqueta, entre otras. La fauna de esta ecorregión se compone principalmente de especies chaqueñas y pampeanas, a las que se le suman algunas especies subtropicales. Anteriormente, esto era una zona de montes (bosques nativos xerófilos) que avanzaban hasta el centro de la provincia. Hoy es una región de cultivos, y gran parte ha sido talada para tal fin.  La fauna que aquí se desarrolla es semejante a la de las regiones vecinas: vizcacha, tucu-tucu, comadreja, zorro del monte y nutrias y carpinchos cerca de los cursos de agua.

## Turismo

### Maratón de aguas abiertas Piedras Blancas-Hernandarias
El Maratón Piedras Blancas-Hernandarias es la competencia local en aguas abiertas que convoca a más de 30 nadadores. El punto de partida es el Camping Pirayú en Piedras Blancas y la llegada es el embarcadero Flotante en Hernandarias.

### Festejos tradicionales
- Enero, 2º Fin de Semana "Maratón acuático Piedras Blancas - Hernandarias"
- Febrero, 1º Fin de Semana "Festival Provincial de Yeso".
- Mayo, 28 Fiesta Aniversario de Fundación Oficial de Villa Hernandarias.
- Agosto, 2º Fin de Semana "Regata de veleros cabinados Hernandarias - Paraná "; 3º Fin de semana "Encuentro Folclórico defendiendo lo nuestro" delegaciones adheridos al instituto de Danzas Argentinas Folclóricas.
- Septiembre, 24 - "Fiesta Patronal"
- Octubre, 2º Fin de semana "Tradicional desfile de Carrozas"

## Economía
Se destacan en la actividad económica local, el frigorífico INDAVISA (avicultura), frigorífico Barrancas Coloradas (bovinos) y la fábrica de yeso Hernandarias. Además cabe destacar aserraderos, carpinterías, metalúrgicas, ladrillerías y los tambos en sus inmediaciones.

## Educación

### Primarios
- Escuela Nº 68 "Hernando Arias de Saavedra"
- Escuela Nº 192 "Las Malvinas"
- Escuela Privada Nº 185 "Juan Pablo II"
- Escuela Nocturna Nº 108 "Alberto Williams"

### Secundarios
- Instituto Privado Hernandarias D-29.
- E.E.T. Nº 58. "Dr. Federico Hoenig" (Técnicos Electromecánicos y Técnicos en Industrias de la Alimentación)
- E.S.A. Nº 27. (Ex-Bachillerato para Adultos)
- E.S.J.A. N° 108 "Alberto Williams"

### Terciarios
- IES "Maestro Rural Nasario Lapalma" (profesor de EGB I y II).

### Capacitación
- Escuela Privada de Capacitación Técnica para la Formación Profesional Nº18 "Juan XXIII" (con los perfiles en Cocina, Cerámica, Tejido, Informática, Diseño Gráfico, Corte y Confección, Costura Industrial, Pintura Decorativa, Inglés, Pastelero y Repostero)

### Educación Especial
- CEIT N°7 Hernandarias. Institución para niños, jóvenes y adultos con discapacidad.

## Deportes
Participación en la Liga de Fútbol Paraná Campaña del Independiente FBC y el Club Atlético Hernandarias; ambos han participado en el Torneo Argentino B. Participación de Patín Artístico I.F.B.C., Círculo Amigos del Ajedrez "Jorge L. Sanguineti".

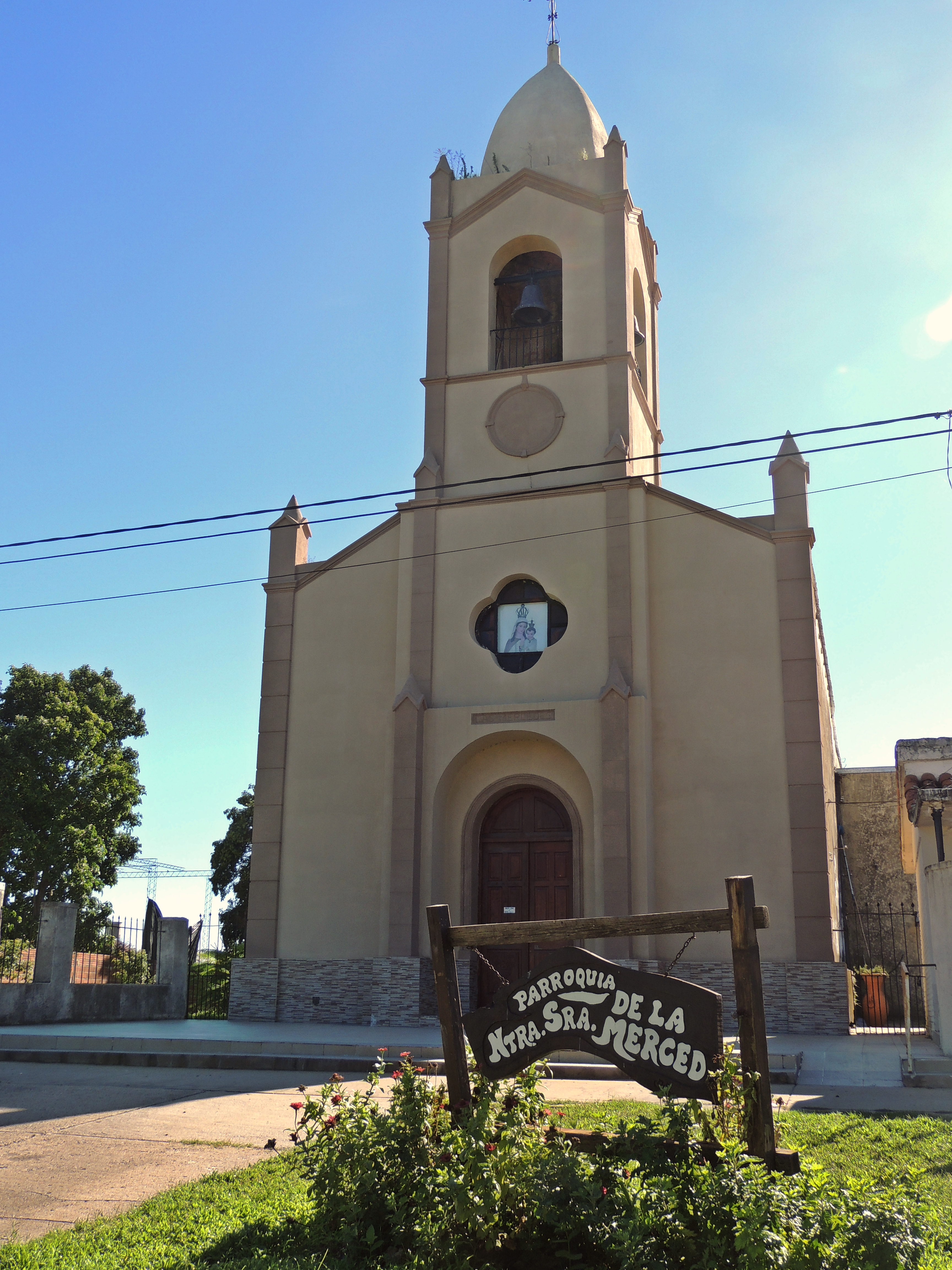
Parroquia Nuestra Señora de la Merced

## Parroquias de la Iglesia católica en Villa Hernandarias

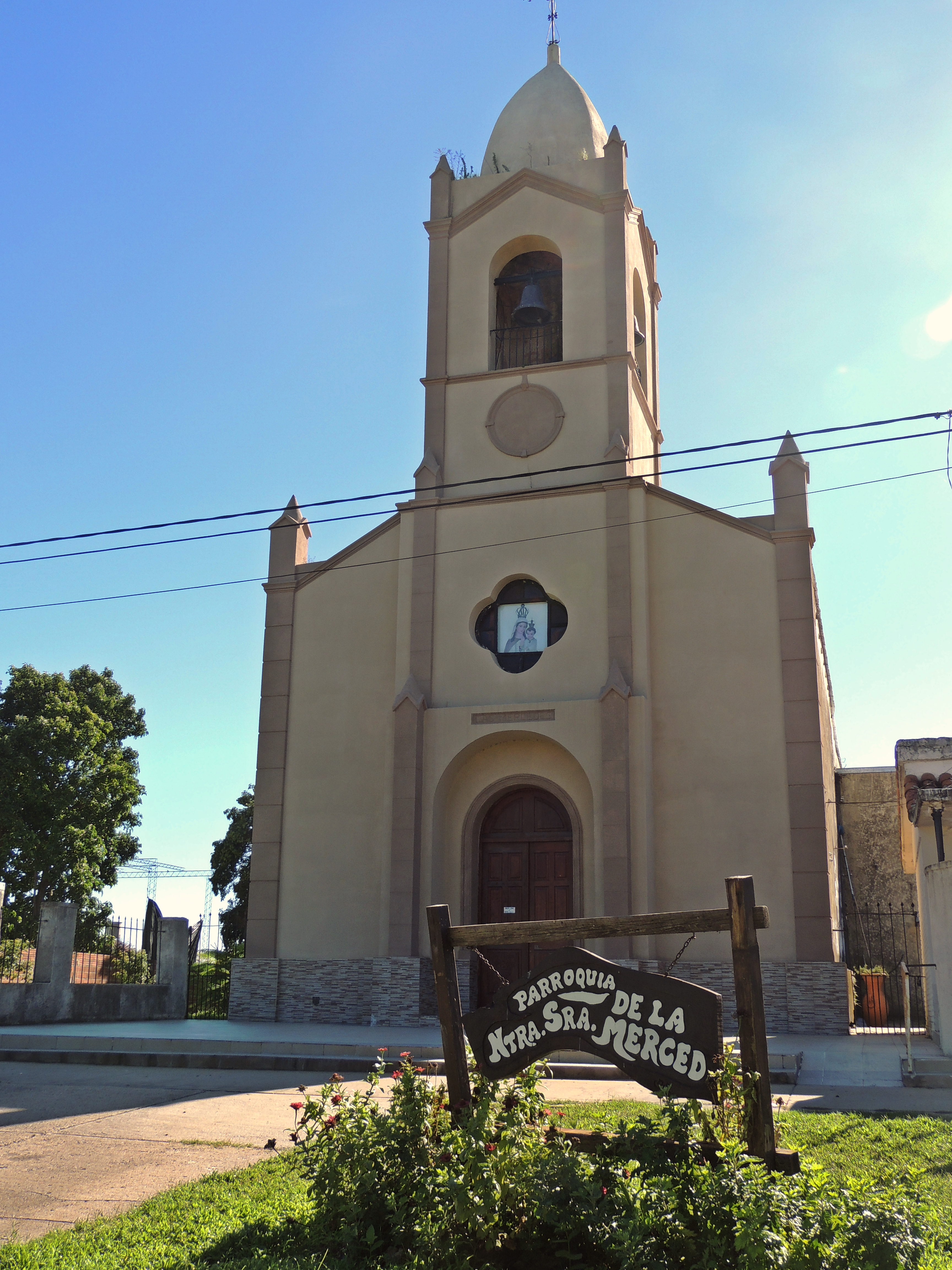
Parroquia Nuestra Señora de la Merced

| Arquidiócesis | Paraná                      |
| ------------- | --------------------------- |
| Parroquia     | Nuestra Señora de la Merced |